# Tentativa de golpe de Estado na Bolívia em 2024
A tentativa de golpe de Estado na Bolívia em 2024 foi uma tentativa fracassada de golpe de Estado por parte de elementos das forças armadas bolivianas em La Paz. Tanques foram posicionados na Praça Murillo, na qual localizam-se os poderes Executivo e Legislativo e soldados adentraram o palácio do governo. O presidente Luis Arce afirmou que havia ocorrido "mobilizações irregulares" entre as Forças Armadas.
A tentativa de golpe terminou depois que o Presidente Arce confrontou pessoalmente o general Juan José Zúñiga no palácio presidencial. O general Zúñiga foi demitido e preso. O mesmo, ao se defender, alega que o presidente teria envolvimento com o golpe, mas o próprio nega. Os outros chefes da Força Aérea e da Marinha foram também demitidos, com o novo comandante do Exército, José Wilson Sánchez, ordenando que as tropas voltassem aos seus quartéis. A tentativa de golpe recebeu ampla condenação internacional.
Após sua prisão, o general Zúñiga alegou que a tentativa de golpe havia sido um estratagema arquitetado pelo presidente Arce para angariar apoio popular. Opositores do governo aproveitaram a acusação, com apoiadores de Morales e a oposição tradicional, questionando o papel da administração no levante militar. Arce negou categoricamente todas as acusações de autogolpe.

## Reações
A tentativa de golpe foi condenada por chefes de Estado de toda a Ibero-América, como Brasil, Chile, Colômbia, Costa Rica, Cuba, Guatemala, Honduras, México, Nicarágua, Panamá, Paraguai, Peru, Espanha, Uruguai e Venezuela. Posicionamentos contrários à empreitada golpista também foram emitidos pela Rússia, pelo Alto Representante para os Negócios Estrangeiros e a Política de Segurança da União Europeia, Josep Borrell, e por Ursula von der Leyen, Presidente da Comissão Europeia.
Num comunicado emitido pela embaixada dos Estados Unidos na Bolívia, o governo estadunidense rejeitava qualquer tentativa de derrubar o governo eleito boliviano e apelaram ao "respeito pela ordem constitucional e pelo Estado de Direito". Uma porta-voz da Casa Branca disse que a administração Biden estava monitorando os acontecimentos.
Em resolução votada na manhã do dia 27 de junho, os países integrantes da Organização dos Estados Americanos (OEA) condenaram a tentativa de golpe de Estado.